# Тит Анний Милон
Тит А́нний Мило́н (лат. Titus Annius Milo Papianus; родился, предположительно, около 95 года до н. э., Ланувий, Римская республика — убит в 48 году до н. э., Компса, Римская республика) — древнеримский политик и государственный деятель, народный трибун 57 года до н. э., претор 55 года до н. э. Наиболее известен тем, что по согласованию с Гнеем Помпеем вернул из изгнания Цицерона. Кроме того, Милон называется убийцей влиятельного демагога Публия Клодия Пульхра.

## Биография
Родился в незнатной семье; имя при рождении — Папий (Цельс). Позднее был усыновлён дедом по матери Титом Аннием Луском, став, таким образом, Титом Аннием (Луском) Папианом. Происхождение и обстоятельства принятия имени «Милон» неизвестны.
Был избран народным трибуном на 57 год до н. э. В этом году Гней Помпей Магн привлёк избранного трибуна Милона на свою сторону обещанием консульства, хотя, возможно, Милон добился избрания в народные трибуны при поддержке Помпея. Милон внёс предложение о возвращении из изгнания Марка Туллия Цицерона. Милон также привлёк Публия Клодия Пульхра к суду за многочисленные убийства и нарушения общественного спокойствия.
Во 2-й половине 50-х годов до н. э. Милон стал популярным политиком и имел хорошие шансы на победу при выборах консулов на 51 год. Известно, что к этому времени Милон был недоволен Помпеем, а тот стремился отсрочить проведение выборов. Но незадолго до выборов в 52 году Милоном был убит его давний противник Публий Клодий Пульхр. По дороге между Ланувием и Римом, около Бовилл, повозки Милона и Клодия пересеклись, и Клодий был убит. По версии Аппиана, на него набросился один из рабов Милона, после чего раненого Клодия отнесли в ближайшую харчевню, где Тит Анний со своими рабами прикончили его.
Вскоре после убийства Клодия Милон возвратился в Рим, где подкупленный им Марк Целий Руф немедленно привлёк его к суду перед толпой уже подкупленных людей. «Дело изображалось так, что он [Марк Целий Руф] в негодовании ведёт Милона в народное собрание, чтобы немедленно предать его суду». Милон рассчитывал, что после оправдания на таком суде он не будет привлечён к ответственности нейтральным судом. Но пока Милон произносил речь в своё оправдание, на форум подтянулись не подкупленные народные трибуны и римляне; последние принесли с собой оружие и прогнали подкупленный народ. Милон и Целий Руф сбежали, переодевшись рабами. Ситуацией воспользовались рабы, которые врывались в дома и грабили их, говоря, что они разыскивают Милона и Целия Руфа. «В течение многих дней Милон служил им предлогом и для поджогов, и для избиений камнями, и для других дел такого же рода». Почти одновременно между Милоном и другими кандидатами в консулы начались вооружённые столкновения, что подтолкнуло сенат к крайней мере: по предложению Марка Порция Катона, выборы были отменены, а Помпей был назначен консулом «sine collega» («без коллеги»).
Вскоре, 9 апреля 52 года, Милон был привлечён к настоящему суду; председательствовал на нём преторий (то есть, бывший претор) Манлий, сын Авла, Торкват. Анний попросил защищать себя Цицерона, который, однако, выступал крайне неудачно (его речь «В защиту Милона» сохранилась). Плутарх полагает, что на неудачное выступление Цицерона оказали влияние расставленные Помпеем по всему форуму солдаты, которые формально находились там для предотвращения беспорядков. По решению суда Милон был отправлен в изгнание.
В 48 году до н. э., во время начавшейся гражданской войны, Милон попытался поднять восстание, но был убит. По информации Веллея Патеркула, он действовал вместе с Марком Целием Руфом. Также Веллей упоминает, что Милон был убит камнем во время осады Компсы в области племени гирпинов.